# Đồng ba xu (tiền xu Hoa Kỳ)
Đồng ba xu Hoa Kỳ (tiếng Anh: three-cent piece) là một đồng tiền xu có giá trị bằng 3⁄100 của một đô la Mỹ . Xưởng đúc tiền đã cho đúc và phát hành ra lưu thông hai loại tiền xu mang mệnh giá ba xu có thành phần kim loại khác nhau: đồng bạc ba xu và đồng niken ba xu. Ngoài ra, năm 1863, một đồng ba xu có thành phần bằng đồng cũng được đúc. 
Đồng ba xu bằng bạc được đúc trong giai đoạn từ năm 1851 đến năm 1873, trong khi đồng ba xu niken được đúc từ năm 1865 đến năm 1889. Trong khoảng thời gian từ năm 1865 đến năm 1873, cả hai loại tiền ba xu này được đúc và phát hành song song, tuy vậy loại xu có thành phần bạc được đúc rất hạn chế.

## Lịch sử

### Đồng ba xu bằng bạc
Việc đề xuất phát hành đồng xu mang mệnh giá ba xu vào năm 1851 là kết quả của việc cước phí bưu điện giảm từ mức năm xu xuống còn ba xu. Mệnh giá đồng xu mới này được đề xuất với mục đích đáp ứng nhu cầu về tiền xu mang mệnh giá nhỏ và dễ sử dụng. Đồng bạc ba xu khắc hình một tấm khiên trên nền một ngôi sao sáu cạnh ở mặt chính và số III La Mã ở mặt sau. Đồng ba xu khi phát hành có thành phần ban đầu gồm 75% bạc và 25% đồng. Thành phần đồng xu này mang hai ý nghĩa: đảm bảo rằng đồng xu sẽ được coi là tiền tệ thực sự (không phải tiền định danh) nhưng đồng thời cũng không có giá trị bạc đủ để bị nung chảy hoặc tích trữ. Mệnh giá này ra đời cũng vì nó là mệnh giá trung gian giữa đồng penny 1 xu và đồng half dime 5 xu, do đó thuận lợi hơn để trao đổi với các đồng tiền ngoại quốc, vốn được lưu thông các hợp pháp tại Hoa Kỳ vào thời điểm đó. Đồng xu bạc ba xu chính là đồng xu nhỏ nhất về trọng lượng và độ dày trong số tất cả các đồng tiền xu của Hoa Kỳ. Đồng tiền này chỉ có khối lượng 0,8 gram và đường kính 14 mm. Với khối lượng này, nó đã trở thành đồng xu có khối lượng nhỏ nhất từng được đúc bởi Cục Đúc tiền Hoa Kỳ.
Các đồng ba xu bạc này còn được gọi là đồng xu "vảy cá", do nó dễ bị đánh rơi (trong lúc tiền lương cơ bản ở mức 10 xu một giờ), cũng như xỉn màu và nhanh chóng trở nên dơ bẩn. Thuật ngữ "trimes" cũng được dùng để chỉ đồng xu ba xu này. Thuật ngữ này phát xuất từ giám đốc Cục đúc tiền Hoa Kỳ James Ross Snowden khi ông dùng từ này vào thời điểm phát hành chúng. Trime là thuật ngữ chính thức cho đồng xu có thành phần bằng bạc này. Đây là đồng xu đầu tiên trong lịch sử Hoa Kỳ không khắc họa hình ảnh Nữ thần Tự Do.
Bắt đầu từ năm 1854, đồng ba xu bằng bạc đã được quyết định nâng hàm lượng bạc lên thành 90% (hàm lượng đồng chiếm 10%) tương tựu như hàm lượng bạc của các đồng xu khác trong lưu thông. Ngoài thành phần kim loại bị thay đổi, trọng lượng của đồng xu cũng giảm đi, xuống mức 0,75 gram. Đây chính là đồng xu Hoa Kỳ bằng bạc nhỏ nhất. Việc giảm trọng lượng này nhằm biến việc nung chảy đồng xu để lấy hàm lượng bạc trở nên không có lợi nhuận. Đồng ba xu cũng thay đổi thiết kế: phía ngoài ngôi sao được bao viền thêm hai đường gờ ở mặt trước(có thể xem là ngôi sao ba viền), đồng thời, phía trên con số III La Mã ở mặt sau được khắc họa thêm hình ảnh một cành ô liu và phía dưới con số này là một bó mũi tên. Năm 1859, thiết kế đồng ba xu lại được thay đổi: số đường viền quanh ngôi sao từ hai xuống lại thành một, trong khi chữ trên đồng xu được làm cho cao hơn nhưng đồng thời cũng hẹp hơn (chữ trở nên "gầy" hơn) một chút. Kích thước của các chữ số ghi nằm phát hành trên đồng xu cũng có thay đổi qua các năm, với giai đoạn từ năm 1860 đến năm 1863 có các chữ số đề năm nhỏ nhất trong tất cả các đồng xu của Hoa Kỳ. Cục Đúc tiền New Orleans chỉ đúc đồng ba xu bằng bạc vào năm 1851.
Đồng xu bạc ba xu được đúc tại Cục Đúc tiền Philadelphia từ năm 1851 đến năm 1873. Những năm sau giai đoạn này, tổng sản lượng đúc rất nhỏ và chúng chỉ được đúc với định dạng tiền đúc dành cho sưu tập (proof) vào năm 1873 và ngày nay có giá trị lên đến 400 đô la Mỹ. Tuy nhiên, một miếng bạc ba xu có niên đại trước đó có thể được mua trong tình trạng bị mòn với giá tương đối thấp. Những miếng bạc ba xu có thể được mua với giá khoảng 25 đô la nếu chúng ở trong tình trạng tốt và được đúc trước năm 1862, tuy vậy cũng phụ thuộc vào sản lượng đúc theo năm của đồng xu. Đồng ba xu bằng bạc (cùng với đồng nửa xu, và đồng hai xu cũng như đồng đô la bạc tạm thời thay thế cho đồng xu Trade Dollar) đã bị đình chỉ đúc ra, theo quyết định trong Đạo luật Đúc tiền 1873 của Hoa Kỳ. Gần như tất cả các đồng ba xu bằng bạc không phải xu dạng đúc dành cho sưu tập (xu đúc cho lưu hành chung) có niên đại từ năm 1862 đến năm 1872 đã bị nung chảy vào năm 1873.

### Đồng ba xu bằng niken
Trong thời kỳ Nội chiến Hoa Kỳ, việc thiếu bạc dẫn đến tình hình tất cả các đồng xu bằng bạc và kể cả các đồng xu mang mệnh giá một và năm xu cũng bị tích trữ. Kể cả đồng ba xu bằng bạc cũng bị tích trữ. Nhằm tìm giải pháp hóa giải vấn đề trên, nhiều phương cách đã được thử nghiệm bao gồm cả các giải pháp là phát hành tiền tem bưu cục và tiền đúc tư nhân (token). Bộ Ngân khố Hoa Kỳ cuối cùng đã giải quyết việc phát hành tiền giấy mệnh giá nhỏ. Những tờ tiền mệnh giá nhỏ (3 đến 50 xu) này không bao giờ trở nên phổ biến vì chúng dễ bị mất và khó sử dụng với số lượng lớn. Câu trả lời cho vấn đề khó khăn này cuối cùng cũng xuất hiện vào năm 1865, khi đồng ba xu có thành phần chính là niken ra đời. Đồng xu này có kích thước lớn hơn đồng xu bạc, dù có cùng mệnh giá. Đồng xu có mặt chính khắc hình Nữ thần Tự Do và một mặt sau khắc số III La Mã. Đồng ba xu niken không bao giờ được coi là một mệnh giá nhằm để lưu thông vĩnh viễn, mà chỉ được đúc để đóng vai trò là một biện pháp tình thế trong quá trình chờ cho việc tích trữ tiền xu trong thời chiến chấm dứt. Sản lượng đúc đồng tiền này bắt đầu giảm dần trong thập niên 1870 (ngoại trừ năm 1881, có sản lượng đúc rất lớn), nhưng việc chấm dứt đúc mệnh giá này không hoàn toàn ngừng hẳn cho đến năm 1889. Một lý do thường được đưa ra cho việc ngừng sản xuất đồng ba xu vào năm 1889 là đồng xu này và đồng xu dime (đồng xu bạc 10 xu) có đường kính giống hệt nhau. Một yếu tố khác có thể thúc đẩy việc này là do chi phí gửi thư qua bưu giảm xuống còn 2 xu vào năm 1883, do đó làm mất đi khả năng biện minh tốt để bảo vệ sự tồn tại của đồng ba xu.
Đồng ba xu niken chỉ được đúc ở Cục đúc tiền Philadelphia, và ngoại trừ chữ số đề ngày lớn hơn trên các đồng xu 1889, không có sự khác biệt về thiết kế trong suốt giai đoạn đúc. Trong suốt quá trình tồn tại của loạt tiền này, số lượng đúc giảm dẫn đến một số đồng xu theo một năm số nhất định trở nên khan hiếm. Tuy vậy, vì số lượng đúc chúng năm 1865 lên đến 11 triệu, ngày nay vẫn có thể mua được đồng xu nay với một mức giá không quá cao.

### Tiền xu thủy tinh
Đã có một số cuộc thảo luận về việc đúc đồng xu ba  xu bằng thủy tinh để giảm nhu cầu kim loại đồng trong giai đoạn xảy ra Thế chiến thứ hai. Cũng rất có thể nhiều mệnh giá khác nhu cũng được thảo luận xem xét để tạo một đồng tiền bằng thủy tinh.

### Chi tiết về sản lượng đúc[16]
Ba xu (bạc), 1851–1873
- 1851 (P) – 5.447.400
- 1851   O – 720.000
- 1852 (P) – 18.663.500
- 1853 (P) – 11.400.000
- 1854 (P) – 671.000
- 1855 (P) – 139.000
- 1856 (P) – 1.458.000
- 1857 (P) – 1.042.000
- 1858 (P) – 1.603.700
- 1859 (P) – 364.200
- 1860 (P) – 286.000
- 1861 (P) – 497.000
- 1862 (P) – 343.000
- 1863 (P) – 21.000
- 1864 (P) – 12.000
- 1865 (P) – 8.000
- 1866 (P) – 22.000
- 1867 (P) – 4.000
- 1868 (P) – 3.500
- 1869 (P) – 4.500
- 1870 (P) – 3.000
- 1871 (P) – 3.400
- 1872 (P) – 1.000
- 1873 (P) – 600 (Tiền đúc Sưu tập–proof)

Ba xu (niken), 1865–1889
- 1865 (P) – 11.382.000
- 1866 (P) – 4.801.000
- 1867 (P) – 3.915.000
- 1868 (P) – 3.252.000
- 1869 (P) – 1.604.000
- 1870 (P) – 1.335.000
- 1871 (P) – 604.000
- 1872 (P) – 862.000
- 1873 (P) – 1.173.000
- 1874 (P) – 790.000
- 1875 (P) – 228.000
- 1876 (P) – 162.000
- 1877 (P) – Khoảng 510 (Tiền đúc Sưu tập–proof)
- 1878 (P) – 2.350 (Tiền đúc Sưu tập–proof)
- 1879 (P) – 38.000
- 1880 (P) – 21.000
- 1881 (P) – 1.077.000
- 1882 (P) – 22.200
- 1883 (P) – 4.000
- 1884 (P) – 1.700
- 1885 (P) – 1.000
- 1886 (P) – 4.290 (Tiền đúc Sưu tập–proof)
- 1887 (P) – 5.000
- 1888 (P) – 36.500
- 1889 (P) – 18.190